# Pițulă
Pițulă (plural pițule; din maghiară piczula) a fost o monedă care a circulat până în 1918 în teritoriile care au format Austro-Ungaria (inclusiv în Transilvania, Banat, Bucovina etc.). 
Pițula valora zece creițari, respectiv de 20 Filléri și era numită și băncuță.
În prezent termenul semnifică o monedă de valoare mică.